# Jaume Cabrer Lliteras
Mossén Jaume Cabrer Lliteras fou canonge de la catedral de Mallorca.

## Biografia
Va néixer a Manacor dia 9 de juliol de 1925.
Va esser ordenat prevere amb dispensa d'edat el 20 de desembre de 1947. Començà l'exercici del ministeri com a vicari de Valldemosa.
De 1948 a 1953 va ser Vicari d'Artà, d'on es desplaçà a Melilla el 1949-1950, com a capellà castrense.
De 1953 a 1955 va ser ecònom d'Andratx.
De 1955 a 1960 va ser ecònom de Montuïri. L'any 1960 va participar en la Gran Missió que aquell any es feu a Buenos Aires (Argentina).
De 1961 a 1968 va ser Director Espiritual de la secció de Filosofia del Seminari Diocesá. Acabat el seu servici al Seminari fou Rector de la parròquia de Sant Nicolau de Ciutat de 1968 a 1986, any que va ser nomenat canonge de la Catedral de Mallorca Arxivat 2021-04-10 a Wayback Machine.. En aquest moment va ser nomenat també Delegat Diocesá de Patrimoni.
Va publicar (1984) "Visita a la Reíal Parroquia de Nostra. Sra. dels Dolors" de la qual l'any 1996 se'n feu una segona edició. Deixeble coral de Mossèn Pere Sureda Rosselló (1910-1984), prevere vínculat a Manacor, va tenir cura de publicar la seva obra titulada "Alegría de vivir", en el proleg de la qual, Mn. Jaume ens va deixar una nota biográfica del seu mestre. Visitador de les serventes del Monestir Santa Família, va ajudar la comunitat a fer el pas de la congregació manacorina a les Benedictines; va esser la peça clau per fer aquest canvi. Home de gran humanitat i prevere d'una peça, va ser un gran afeccionat a la historia i deixà el testimoni d'una vida plena i reeixida.
Va morir dilluns 31 d'agost de 2020, a l'edat de 95 anys.